# Hildebert Apel
Carl Otto Hildebert Apel (* 12. Juli 1865 in Horba; † 13. Januar 1929 ebenda) war ein deutscher Landwirt und Politiker.
Hildebert Apel war der Sohn des Landwirts in Horba Heinrich Friedrich Herwart Apel und dessen Ehefrau Eva Emilie Auguste geborene Ludwig. Apel, der evangelisch-lutherischer Konfession war, heiratete am 11. November 1886 in Milbitz b. P. Luise Mathilde Bertha geborene Lindner (* 22. November 1869 in Horna; † 30. November 1941 ebenda), die Tochter eines Landwirts.
Apel lebte als Landwirt in Horba.
Nach der Novemberrevolution war er für die Bürgerliche Liste ab dem 1. April 1919 Mitglied des Landtags des Freistaats Schwarzburg-Rudolstadt. Er legte sein Mandat am 20. April 1922 nieder. Nachfolger im Landtag, der inzwischen zur Gebietsvertretung geworden war, wurde Robert Crone. Zwischen dem 16. Dezember 1919 und dem 11. Juni 1920 war er für den Freistaat Schwarzburg-Rudolstadt stellvertretendes Mitglied des Volksrats von Thüringen.
Er wurde 1914/15 mit der silbernen Ehrenmedaille mit Eichenbruch ausgezeichnet.